# Milzbrand-Milbe
Die Milzbrand-Milbe (Sarcoptes anthracis) ist der Erreger einer Hauterkrankung bei Paarhufern.
Die Milzbrand-Milbe wurde erstmals 1900 bei einem asiatischen Schopfhirsch-Weibchen entdeckt und ein Jahr später von Dmitri Iwanowski beschrieben sowie klassifiziert. Der zur Gattung der parasitären Milben gehörende Vertreter ist etwa 235 µm lang, bis zu 210 µm breit und ist fast ausschließlich auf Paarhufern anzutreffen. Wie alle Grabmilben leben auch diese Vertreter unter der Epidermis ihrer Wirte und legen ihre Eier in eigens dafür angelegte Bohrgänge. Ihre Nachkommen übertragen den Bacillus anthracis an den Wirtsorganismus, welcher im Verdauungstrakt der Milben lebt, aber keine negativen Auswirkungen auf die Spinnentiere selbst entfaltet. Milben befallen prozentual häufiger geschwächte Tiere und verursachen eine Verschlechterung des Immunzustandes des Wirtes, die dann noch hinzutretende Infektion mit Milzbrand führt in fast allen Fällen zum Tod des Wirtsorganismus. Wegen der relativ hohen Wirtsspezifität sind bisher nur wenige Übertragungen der Krankheit durch Milzbrand-Milben bei anderen Tierarten außer den Paarhufern bekannt, durch die Toxizität der Sporen ist der Befall von Zuchttieren in Russland jedoch eine anzeigepflichtige Seuche. In den späten 1950er Jahren traten in Amerika mehrere Fälle von Milzbrandmilben in kanadischen Rentier-Zuchtfarmen auf, seitdem sind jedoch keine größeren Infektionsherde mehr bekannt geworden.